# Нидер-Прауске
Ни́дер-Пра́уске или Де́льне-Бру́сы (нем. Nider Prauske; в.-луж. Delnje Brusy) — деревня в Верхней Лужице, Германия. Входит в состав коммуны Ричен района Гёрлиц в земле Саксония. Подчиняется административному округу Дрезден.

## География
Через деревню проходит автомобильная дорога S131, которая соединяет населённый пункт в административным центром коммуны Ричен.
Соседние населённые пункты: на севере — деревня Верто, северо-востоке — административный центр коммуны Ричен и деревня Новы-Гамор, на востоке — деревня Гатк, на западе — деревня Новы-Любольн и на северо-западе — деревня Гаморшч.

## История
Впервые упоминается в 1293 году под наименованием Bruzk. С 1938 года входит в состав современной коммуны Ричен.
В настоящее время деревня входит в состав культурно-территориальной автономии «Лужицкая поселенческая область», на территории которой действуют законодательные акты земель Саксонии и Бранденбурга, содействующие сохранению лужицких языков и культуры лужичан.
Исторические немецкие наименования
- Bruzk, 1293
- Prusig, 1389
- Prawsk, 1456
- Prawssigk, 1515
- Brauske, 1732
- Praußka, 1791

## Население
Официальным языком в населённом пункте, помимо немецкого, является также верхнелужицкий язык.
Согласно статистическому сочинению «Dodawki k statisticy a etnografiji łužickich Serbow» Арношта Муки в 1884 году в деревне проживало 408 человека (из них — 10 серболужичанина).
| 1825 | 1871 | 1885 | 1905 | 1925 | 2009 |
| ---- | ---- | ---- | ---- | ---- | ---- |
| 237  | 388  | 439  | 504  | 625  | 351  |